# Espérausses
Espérausses település Franciaországban, Tarn megyében. Lakosainak száma 155 fő (2022. január 1.). Espérausses Berlats, Fontrieu, Lacaze és Viane községekkel határos.

## Népesség
A település népességének változása:
| Lakosok száma | 173  | 173  | 175  | 172  | 173  | 173  | 173  | 164  | 155  |
|               | 2013 | 2015 | 2016 | 2017 | 2018 | 2019 | 2020 | 2021 | 2022 |